# Zosterops murphyi
Zosterops murphyi — вид воробьиных птиц из семейства белоглазковых (Zosteropidae). Подвидов не выделяют.

## Распространение
Эндемики Соломоновых островов. Самый распространенный вид птиц в горах Коломбангара.

## Описание
Длина тела 13-14 см. Белое глазное кольцо очень широкое, спереди прервано чёрной линией. Верхние части тела оливково-зелёные, нижняя сторона того же цвета, но бледнее. Горло, грудка и подхвостье более желтоватого оттенка. Клюв чёрный. Ноги серые. Самцы и самки похожи. Неполовозрелые особи не описаны.

## Биология
Питаются насекомыми и мелкими фруктами.

## Охранный статус
МСОП присвоил виду охранный статус LC.